# Tojad południowy
Tojad południowy (Aconitum anthora L.) – gatunek byliny należący do rodziny jaskrowatych. Występuje w południowej, środkowej i wschodniej Europie i w Azji (Kaukaz, Kazachstan, Syberia). Nie występuje we florze Polski.

## Zasięg geograficzny
Najdalej na północ w Europie sięga do południowej części Czech. Poza tym występuje w krajach bałkańskich (z wyjątkiem Grecji), w północnych Włoszech, w Szwajcarii i Austrii, w południowej Francji i północnej Hiszpanii. Występuje także na Ukrainie, w południowej części Federacji Rosyjskiej, w rejonie Kaukazu oraz w Azji Środkowej sięgając do Ałtaju.

## Morfologia
PokrójBylina osiąga do 100 cm wysokości.
KwiatyKwiatostan znajdujący się na górnej części. Ma on kwiaty żółte w kształcie hełmiastym.
LiścieUlistnienie skrętoległe. Liście są bardziej postrzępione niż u innych gatunków.

## Właściwości toksyczne
Tojad południowy jest gatunkiem trującym, choć nie aż tak silnie jak inne gatunki.